# Rötz
Rötz est une ville de Bavière (Allemagne), située dans l'arrondissement de Cham, dans le district du Haut-Palatinat.